# Deschampsia minor
Deschampsia minor är en gräsart som beskrevs av Clayton. Deschampsia minor ingår i släktet tåtlar, och familjen gräs. Inga underarter finns listade i Catalogue of Life.